# Киферон (герой)
Киферон (др.-греч. Κιθαιρών) — персонаж древнегреческой мифологии, эпоним горы Киферон. Первый царь платейцев, автохтон. Победил в состязании с Геликоном. Его статуя стояла у входа в Платеи.
Согласно мифу, Гера, рассердившись на Зевса, удалилась в Евбею. Зевс по совету Киферона стал везти на паре быков изображение как свою невесту, называя его Платеей. Гера сразу явилась, сорвала одежду со статуи и обнаружила дерево, и сразу же примирилась с Зевсом. В память примирения справляется праздник Дедалы каждый седьмой год. По другой версии, Киферон был юношей, отверг любовь эринии Тисифоны и погиб от жала её змеи.